# František Fröhlich
František Fröhlich (13. května 1934 Praha – 13. července 2014) byl český překladatel ze severských jazyků (z dánštiny, norštiny a švédštiny) a angličtiny.
Maturoval v roce 1952. Studoval angličtinu a dánštinu na Filozofické fakultě Univerzity Karlovy. Pracoval v Československém rozhlase v Praze, v Institutu překladatelství a tlumočnictví při Univerzitě 17. listopadu v Praze a současně v Činoherním klubu v Praze jako lektor-dramaturg. Od 1972 se věnoval překladatelské činnosti ve svobodném povolání. Od roku 1990 několik let působil externě na Filozofické fakultě Univerzity Karlovy, kde vedl překladatelské semináře pro studenty anglistiky a skandinavistiky.
Překládal hlavně prózu a drama z angličtiny a ze severských jazyků, zejména pak dílo Henrika Ibsena. Přeložil také několik děl dánské spisovatelky Karen Blixenové. Významné jsou i jeho překlady literatury pro děti a mládež (Gerald Durrell: Mluvící balík, Simon Brett: Prevítem snadno a rychle, pohádky Hanse Christiana Andersena) a populárních detektivek švédského páru Sjowallová-Wahloo. Napsal rovněž řadu komentářů a doslovů.
Je držitelem Státní ceny za překladatelské dílo (za rok 2006).
Do Slovníku severských spisovatelů (Praha 1998, 2006) napsal kapitolu o dánské literatuře a většinu hesel o dánských autorech.